# Mac Wilkins
Malcolm Maurice Wilkins, detto Mac (Eugene, 15 novembre 1950), è un ex discobolo statunitense.
È stato detentore del record mondiale del lancio del disco, specialità in cui fu il primo a lanciare oltre i 70 metri. In questa specialità ha vinto due medaglie olimpiche: oro a Montréal 1976 e argento a Los Angeles 1984.

## Palmarès
| Anno | Manifestazione      | Sede        | Evento           | Risultato | Prestazione | Note                           |
| ---- | ------------------- | ----------- | ---------------- | --------- | ----------- | ------------------------------ |
| 1976 | Giochi olimpici     | Montréal    | Lancio del disco | Oro       | 67,50 m     | [ 1 ]                          |
| 1979 | Giochi panamericani | San Juan    | Lancio del disco | Oro       | 63,30 m     | Record dei Giochi Panamericani |
| 1983 | Mondiali            | Helsinki    | Lancio del disco | 10º       | 61,46 m     |                                |
| 1984 | Giochi olimpici     | Los Angeles | Lancio del disco | Argento   | 66,30 m     |                                |
| 1988 | Giochi olimpici     | Seul        | Lancio del disco | 5º        | 65,90 m     |                                |